# Karolín (Rájec-Jestřebí)
Karolín je vesnice, část města Rájec-Jestřebí v okrese Blansko. Nachází se asi 2 km na východ od Rájce-Jestřebí. Je zde evidováno 55 adres. V roce 2001 zde trvale žilo 89 obyvatel.
Karolín je také název katastrálního území o rozloze 2,85 km2.

## Historie
První písemná zmínka o obci pochází z roku 1760.

## Pamětihodnosti
- Kaple a kříž
- Boží muka
- Rybník Klimšák

## Fotogalerie

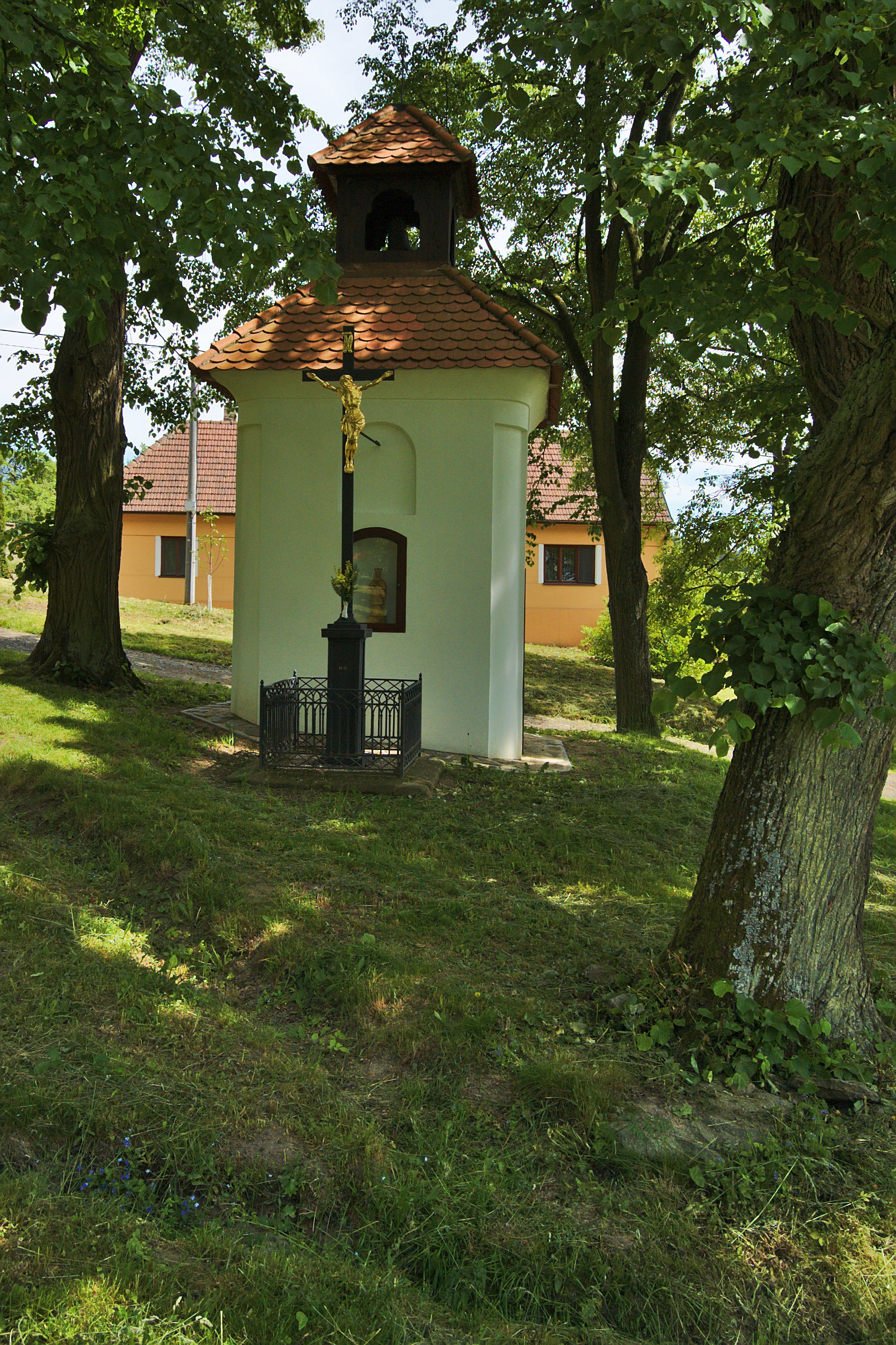
Kaplička na návsi
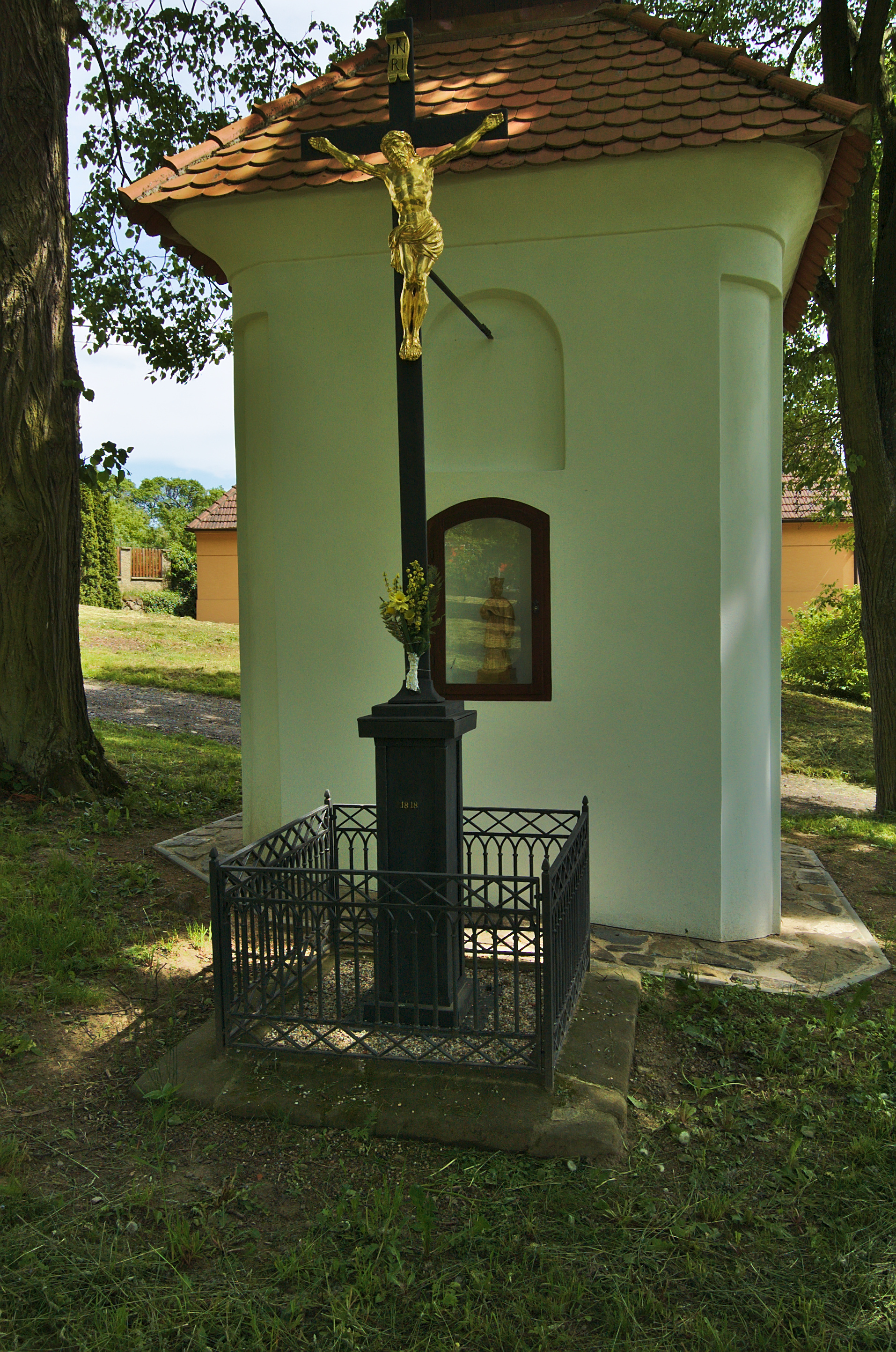
Kříž před kapličkou
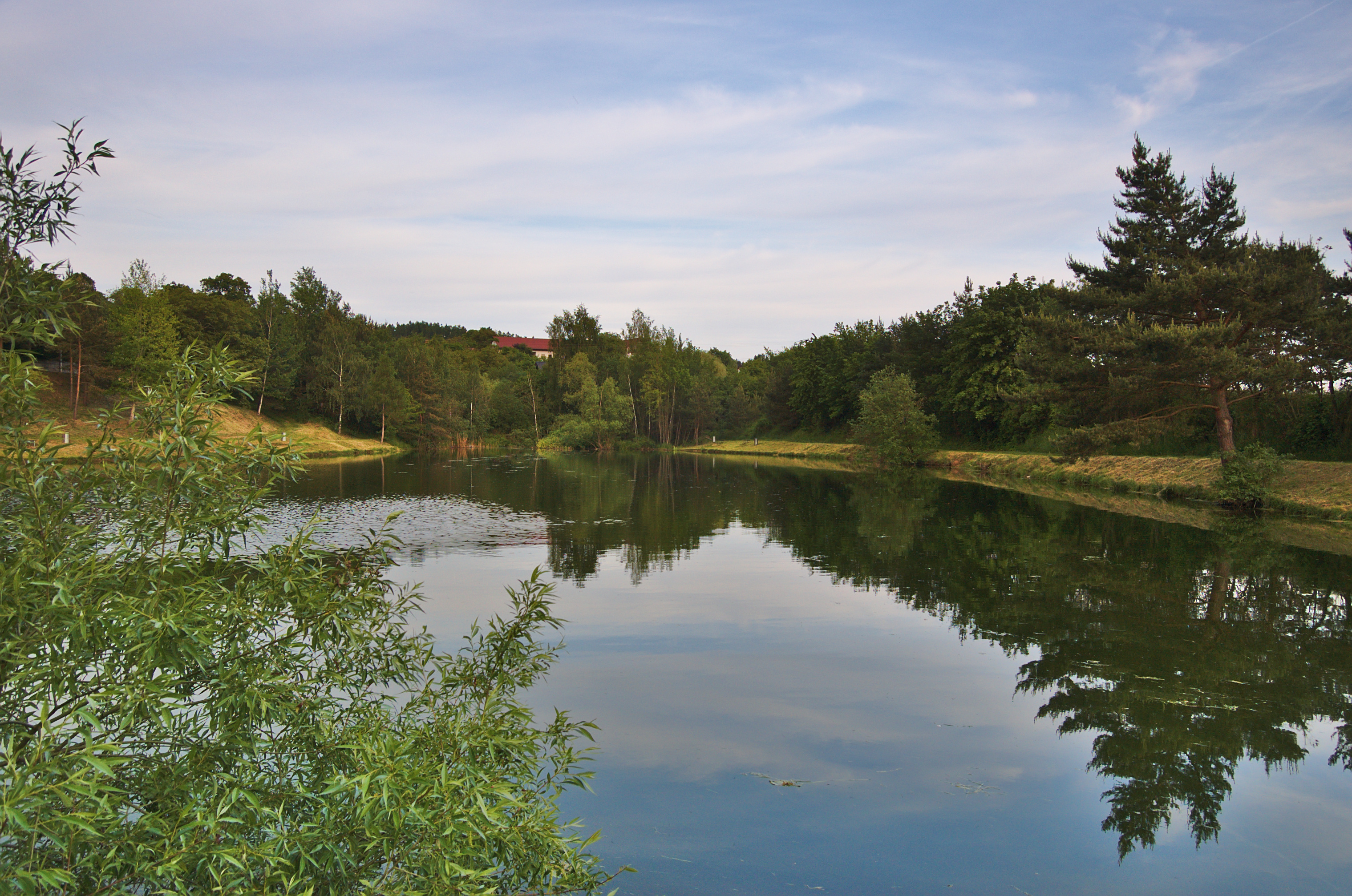
Rybník pod obcí